# Списак споменика културе у Пећком округу
Следи списак споменика културе у Пећком округу.
| ИД      | Слика                                                    | Назив                                                    | Адреса       | Координате                                     | Место              | Градска општина | Општина  | Надлежни завод |
| ------- | -------------------------------------------------------- | -------------------------------------------------------- | ------------ | ---------------------------------------------- | ------------------ | --------------- | -------- | -------------- |
| СК 1222 | Кућа Протића у Пећи                                      | Кућа Протића у Пећи                                      | 29. новембра | 42.658233°N 20.292753°E / 42.658233, 20.292753 | Пећ (град)         |                 | Пећ      | ПОКР. ПРИШТИНА |
| СК 1368 | Манастир Дечани                                          | Манастир Дечани                                          |              | 42.547042°N 20.266293°E / 42.547042, 20.266293 | Дечани             |                 | Дечани   | ПОКР. ПРИШТИНА |
| СК 1370 | Манастир Пећка патријаршија                              | Манастир Пећка патријаршија                              |              | 42.661042°N 20.264748°E / 42.661042, 20.264748 | Пећ (град)         |                 | Пећ      | ПОКР. ПРИШТИНА |
| СК 1372 | Терзијски мост код Ђаковице                              | Терзијски мост код Ђаковице                              |              | 42.359162°N 20.50969°E / 42.359162, 20.50969   | Бистражин          |                 | Ђаковица | ПОКР. ПРИШТИНА |
| СК 1376 | Кућа брвнара у Лоћанама                                  | Кућа брвнара у Лоћанама                                  |              | 42.525238°N 20.281037°E / 42.525238, 20.281037 | Лоћане             |                 | Дечани   | ПОКР. ПРИШТИНА |
| СК 1377 | Хадум џамија у Ђаковици                                  | Хадум џамија у Ђаковици                                  |              |                                                | Ђаковица           |                 | Ђаковица | ПОКР. ПРИШТИНА |
| СК 1378 | Манастир Гориоч                                          | Манастир Гориоч                                          |              | 42.781173°N 20.485413°E / 42.781173, 20.485413 | Исток (град)       |                 | Исток    | ПОКР. ПРИШТИНА |
| СК 1379 | Остаци манастира Богородице Хвостанске                   | Остаци манастира Богородице Хвостанске                   |              | 42.764784°N 20.389117°E / 42.764784, 20.389117 | Студеница (Исток)  |                 | Исток    | ПОКР. ПРИШТИНА |
| СК 1380 | Српска православна црква Св. Јована Крститеља у Црколезу | Српска православна црква Св. Јована Крститеља у Црколезу |              | 42.819333°N 20.625918°E / 42.819333, 20.625918 | Црколез            |                 | Исток    | ПОКР. ПРИШТИНА |
| СК 1381 | Црква Светог Николе у Ђураковцу                          | Црква Светог Николе у Ђураковцу                          |              | 42.725949°N 20.475006°E / 42.725949, 20.475006 | Ђураковац          |                 | Исток    | ПОКР. ПРИШТИНА |
| СК 1382 | Остаци манастира Св. Петра и Павла у Доброј Води         | Остаци манастира Св. Петра и Павла у Доброј Води         |              | 42.614886°N 20.697377°E / 42.614886, 20.697377 | Добра Вода (Клина) |                 | Клина    | ПОКР. ПРИШТИНА |
| СК 1383 | Црква Богородичиног Ваведења у Долцу                     | Црква Богородичиног Ваведења у Долцу                     |              | 42.597261°N 20.596766°E / 42.597261, 20.596766 | Долац (Клина)      |                 | Клина    | ПОКР. ПРИШТИНА |
| СК 1384 | Гробљанска црква Свете Петке у Дрснику                   | Гробљанска црква Свете Петке у Дрснику                   |              | 42.606358°N 20.600296°E / 42.606358, 20.600296 | Дрсник             |                 | Клина    | ПОКР. ПРИШТИНА |
| СК 1385 | Црква Светог Николе у Млечанима                          | Црква Светог Николе у Млечанима                          |              | 42.571287°N 20.756043°E / 42.571287, 20.756043 | Млечане            |                 | Клина    | ПОКР. ПРИШТИНА |
| СК 1386 | Пошаљи фотографију                                       | Црква Светог Николе у Чабићу                             |              | 42.596755°N 20.715059°E / 42.596755, 20.715059 | Чабић              |                 | Клина    | ПОКР. ПРИШТИНА |
| СК 1387 | Црква Светог Николе у Кијеву                             | Црква Светог Николе у Кијеву                             |              |                                                | Кијево (Клина)     |                 | Клина    | ПОКР. ПРИШТИНА |
| СК 1388 | Црква Светог Димитрија - Доња црква у Пограђу            | Црква Светог Димитрија - Доња црква у Пограђу            |              | 42.63699°N 20.63618°E / 42.63699, 20.63618     | Пограђе            |                 | Клина    | ПОКР. ПРИШТИНА |
| СК 1389 | Горња црква у Пограђу                                    | Горња црква у Пограђу                                    |              | 42.63699°N 20.63618°E / 42.63699, 20.63618     | Пограђе            |                 | Клина    | ПОКР. ПРИШТИНА |
| СК 1396 | Црква Преображења Господњег у Будисавцима                | Црква Преображења Господњег у Будисавцима                |              | 42.665129°N 20.489221°E / 42.665129, 20.489221 | Будисавци          |                 | Клина    | ПОКР. ПРИШТИНА |
| СК 1397 | Бајракли џамија (Пећ)                                    | Бајракли џамија (Пећ)                                    |              | 42.658233°N 20.292753°E / 42.658233, 20.292753 | Пећ (град)         |                 | Пећ      | ПОКР. ПРИШТИНА |
| СК 1398 | Црква брвнара Светог Јеремије                            | Црква брвнара Светог Јеремије                            |              | 42.640525°N 20.368756°E / 42.640525, 20.368756 | Гораждевац         |                 | Пећ      | ПОКР. ПРИШТИНА |
| СК 1511 | Стамбена кула Хаци Осе Мифтарија                         | Стамбена кула Хаци Осе Мифтарија                         |              | 42.557277°N 20.302304°E / 42.557277, 20.302304 | Истинић            |                 | Дечани   | ПОКР. ПРИШТИНА |
| СК 1512 | Пошаљи фотографију                                       | Стамбена кула Иберхисај                                  |              | 42.540244°N 20.288094°E / 42.540244, 20.288094 | Дечани             |                 | Дечани   | ПОКР. ПРИШТИНА |